# Hydaticus consanguineus
Hydaticus consanguineus är en skalbaggsart som beskrevs av Aubé 1838. Hydaticus consanguineus ingår i släktet Hydaticus och familjen dykare. Inga underarter finns listade i Catalogue of Life.